# 빌리쥐

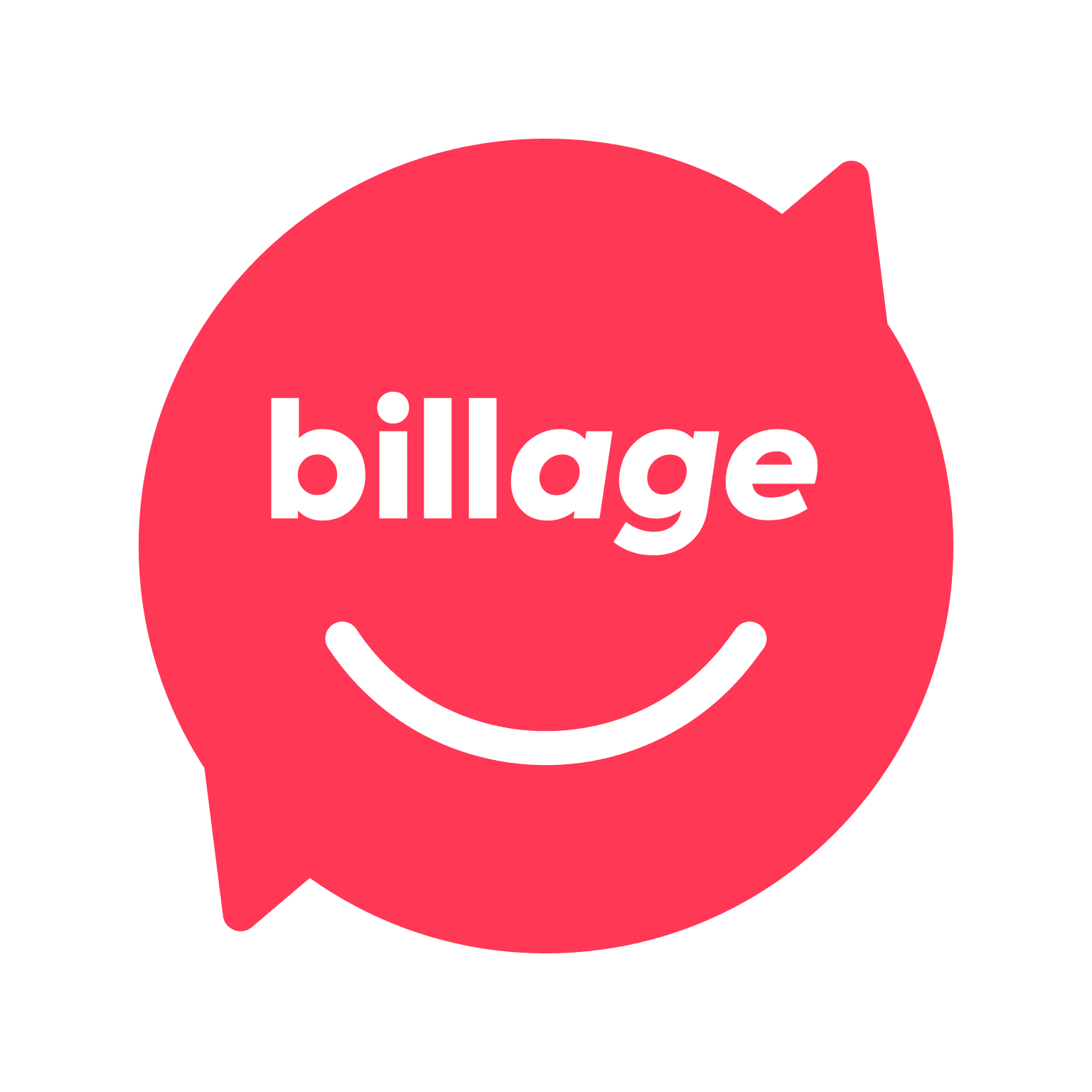
빌리쥐 로고

빌리쥐(Billage)는 대한민국에서 개인간 렌탈 거래가 가능한 플랫폼이다. 개인간 렌탈거래, 중고거래, 나눔 등 내가 등록한 지역 내에 올라온 물품들을 게시자와 실시간으로 채팅할 수 있다.

## 연혁
- 2023.07: 지역기반 개인간 렌탈 플랫폼 앱 '빌리쥐' 안드로이드 런칭(알파버전)
- 2022.07: 릴레이 소설 "따옴" 앱 런칭
- 2021.07: 법인 (주)어플드제이 설립

## 기능

### 렌탈받기
전체 지역 또는 내동네/관심동네로 설정한 지역으로 올라온 렌탈가능한 물품들을 확인하고, 채팅하기를 통해 렌탈오너(빌려주는 사람)과 대화를 통해 정확한 렌탈 시기 및 거래 장소 등을 정한 뒤 렌탈을 받을 수 있다.

### 렌탈하기
앱바에 있는 [+]버튼 선택으로 사진과 제목, 지역, 카테고리, 내용 등록으로 쉽게 글을 올릴 수 있다.
렌탈을 받고자 하는 사람(렌탈러)이 채팅을 통해 대화를 시도하면 이때 정확한 렌탈 시기 및 거래 장소 등을 정한 뒤 렌탈을 해줄 수 있다.

### 채팅하기
앱내 서비스 되고 있는 채팅을 통해 대화 뿐만 아니라, 렌탈상태(렌탈매칭>렌탈시작>렌탈중>렌탈완료 등)선택 및 확인이 가능하다.

### 보험서비스
물품 도난 또는 훼손에 대한 보험(현대해상) 서비스 제공중이다.
물품 도난 또는 훼손에 대한 보험(현대해상) 서비스는 렌탈 시 안전한 이용이 가능하다는 앱에 대한 긍정적 인식은 물론이고 빌려주는 사람(렌탈오너)에게는 분실에 대한 걱정을 덜어주며, 빌리는 사람(렌탈러)에게는 잠시 빌려 쓰는 타인의 물품이라는 책임감을 갖도록 한다.